# Lex Luthor in altri media
Lex Luthor è un supercriminale che appare nei fumetti statunitensi pubblicati da DC Comics. Come arcinemico di Superman, è stato raffigurato in quasi tutti i media franchise e gli adattamenti mediatici di Superman.
Il personaggio è tipicamente descritto come un ricco e potente magnate di affari americano con sede nella città di Metropolis. Nei vari film o nelle serie, viene rappresentato o come un criminale interessato allo sviluppo immobiliare o come un genio che dirige una società di tecnologia chiamata LexCorp.

## Atom Man vs. Superman
Lex Luthor compare per la prima volta in assoluto in un film nel 1950, nel serial Atom Man vs. Superman in cui è interpretato da Lyle Talbot.

## Cinema
Tra il 1978 e il 2016, Lex Luthor si presenta al cinema nei film Superman, Superman II, Superman IV, Superman Returns, Batman v Superman: Dawn of Justice e Justice League. Nei primi tre film è stato impersonato da Gene Hackman (doppiato in italiano da Sergio Fiorentini e da Renato Cortesi nel ridoppiaggio del primo film), in Superman Returns da Kevin Spacey (doppiato in italiano da Roberto Pedicini) e nell'ultimo interpretato da Jesse Eisenberg (doppiato da Davide Perino). Nei primi film Superman, Superman II, Superman IV e Superman Returns, Luthor viene descritto come un faccendiere geniale e narcisista immerso in grandi affari immobiliari, intorno ai quali la polizia indaga con insistenza, in Batman v Superman: Dawn of Justice invece è un miliardario e geniale uomo d'affari a capo della compagnia LexCorp, da lui fondata. Nelle prime quattro versioni cinematografiche è completamente calvo e lo nasconde con una serie di pittoreschi parrucchini, nell'ultimo invece ha ancora i capelli rossi.

### Film con Gene Hackman

#### Superman(1978)

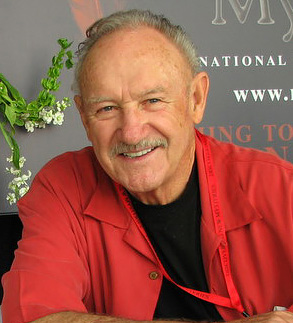
Gene Hackman ha interpretato Lex Luthor in Superman, Superman II e Superman IV.

Nel film Superman, prima di assegnare il ruolo di Lex Luthor a Gene Hackman, vennero presi in considerazione Dustin Hoffman e Paul Newman. Luthor è un faccendiere geniale e narcisista immerso in grandi affari immobiliari, intorno ai quali la polizia indaga con insistenza. Vive in un tunnel abbandonato della metropolitana, che lui ha arredato accuratamente ricalcando i suoi gusti eclettici e raffinati, predisponendo una piscina dove una volta vi era una scalinata con cui si accedeva ai sotterranei. Da questo luogo segretissimo e pieno di trappole mortali per i visitatori indesiderati, dal quale non si muove mai se non in casi di emergenza, Luthor tesse un folle piano genocida con il quale intende guadagnare miliardi di dollari bombardando la California, lungo la Faglia di Sant'Andrea: se il piano riuscisse, la costa occidentale colerebbe a picco nell'oceano Pacifico, e lui potrebbe vendere facilmente a elevatissime cifre i terreni che ha comprato nel vicino deserto. Per far ciò programma due missili atomici sperimentali, ma il piano viene scoperto da Superman, che tenta di uccidere con la kryptonite, ma senza esito. Ripresosi dagli effetti nefasti dalla pietra radioattiva grazie all'intervento della segretaria di Luthor, Superman salva la California da un triste destino e manda Luthor in cella.

#### Superman II(1980)
Nel film Superman II, Luthor sta scontando una condanna all'ergastolo, ma sta per progettare una fuga, a cui seguirà una vendetta contro Superman, colpevole di avergli impedito un massacro in California da cui avrebbe tratto il massimo profitto finanziario. Nella manica ha un asso: in cella, infatti, custodisce un miracoloso rilevatore di onde Alpha, capaci di intercettare gli spostamenti di Superman. Prima di andare in carcere, Luthor aveva scoperto che il kryptoniano si dirigeva costantemente a nord. Trae quindi la conclusione che l'alieno abbia un segreto che potrebbe renderlo vulnerabile. Riesce ad evadere poco tempo dopo insieme a Otis, il suo impacciato e stupido collaboratore. Dopo un giro alla Fortezza della solitudine nei ghiacci del Polo Nord, che ha scoperto grazie al suo strumento con cui capta le onde Alpha, scopre l'esistenza sulla Terra del Generale Zod e dei suoi tirapiedi, Non e Ursa, tre criminali kryptoniani evasi da poco dalla millenaria zona fantasma e con i quali stabilisce un contatto per uccidere Superman. In cambio del suo aiuto, richiede il dominio sull'Australia. Sconfitti i tre perfidi kryptoniani, Superman riporta Luthor in cella.

#### Superman IV(1987)
Dopo l'assenza nel terzo film della saga Superman III, fa ritorno nell'ultimo capitolo Superman IV. Successivamente evade con l'aiuto di suo nipote Lenny e crea l'Uomo Nucleare, che riesce a tener testa a Superman, ma una volta sconfitto il nemico pericoloso, l'eroe riporta Luthor nuovamente in prigione, e poco dopo scompare nelle profondità dell'universo alla ricerca di Krypton: gli scienziati hanno infatti scoperto il settore di spazio dove il pianeta sarebbe esistito, e alcuni suoi presunti resti.

### Film di Singer

#### Superman Returns(2006)

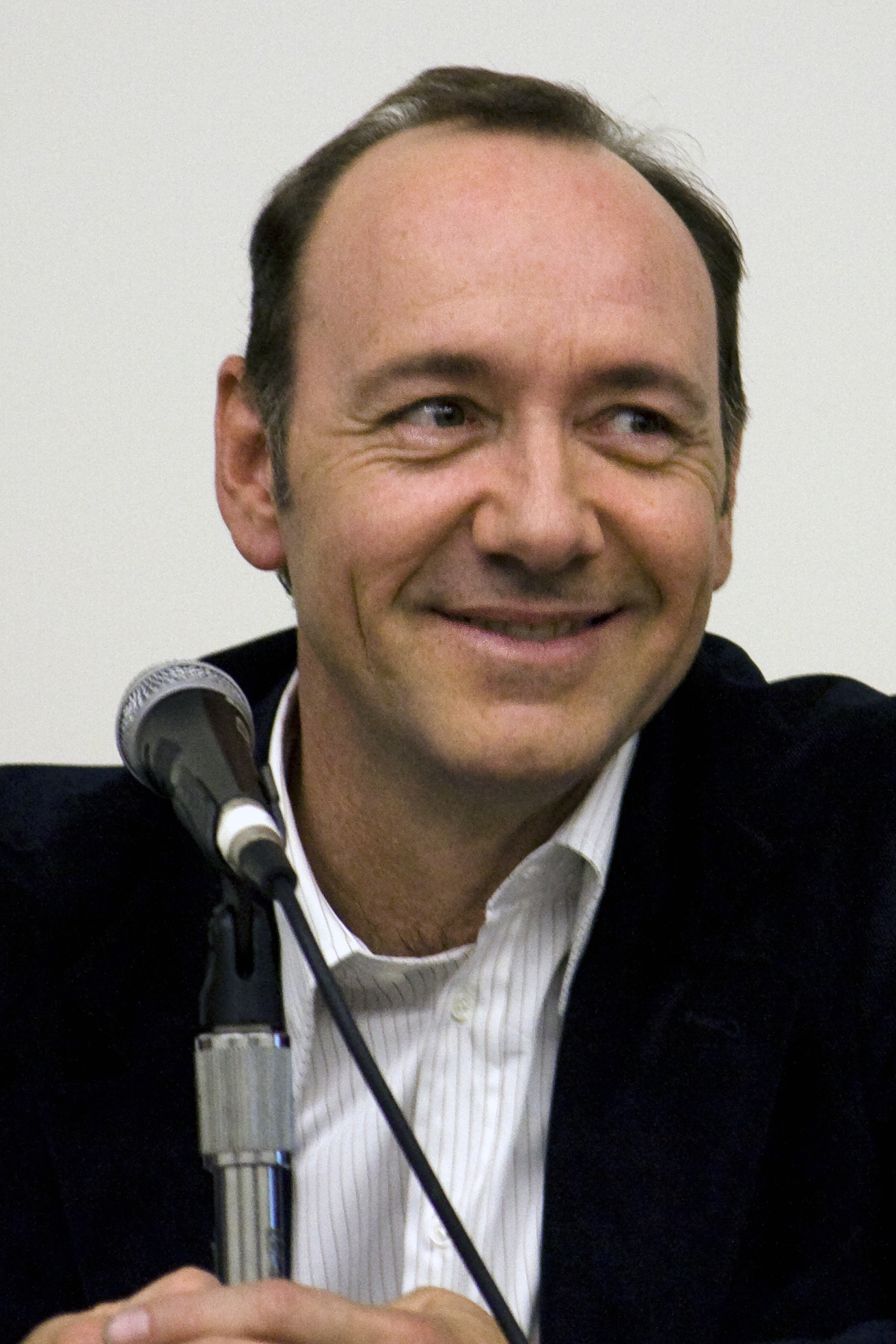
Kevin Spacey è stato Lex Luthor nel film Superman Returns.

Nel 2006 Lex Luthor ritorna al cinema interpretato da Kevin Spacey, in Superman Returns, un "sequel" dei primi due film Superman e Superman II. Spacey interpreta un Lex Luthor molto simile per comicità e vanità a quello interpretato da Gene Hackman, ma, come dichiarato dallo stesso attore, ha aggiunto al personaggio una vena di cattiveria per renderlo diverso da ogni altra interpretazione: "Il mio Luthor sarà più duro, cattivo e con una maggiore sete di vendetta di un qualsiasi Lex Luthor voi abbiate visto in precedenza, per questo penso che sia stato positivo non avere in mente un'altra interpretazione. Nel corso dei cinque anni seguenti, Luthor riesce a ingraziarsi l'anziana Gertrude Vanderworth, che lo aiuta a uscire legalmente di prigione insieme a tre sinistri giovani che diverranno suoi agenti, anche grazie al fatto che Superman, il principale testimone e accusatore, non è presente. Lex si prende cura dell'anziana donna nel preciso intento di ereditare le sue immense ricchezze, e lei muore puntualmente poco dopo per cause naturali mentre firma le sue ultime volontà, tutte a vantaggio del suo più giovane amico, il quale si affretta a tornare alla Fortezza della solitudine per studiare la tecnologia dei cristalli, con cui fa qualche esperimento. Quando Superman torna dal cimitero asteroidale di Krypton, la stampa si interessa quasi esclusivamente a lui, e Luthor, pur di essere sicuro di avere tra le mani la carta vincente, altera lievemente il proprio piano: insieme ai cristalli, i quali possono ricreare artificialmente l'ambiente di Krypton, fa largo uso di kryptonite, creando in tal modo un nuovo emergente continente in crescita dove i poteri di Superman si attenueranno fino a ucciderlo. Lo scontro tra Superman e Lex Luthor sarà durissimo, e nonostante le ferite riportate, il kryptoniano sradica alla base l'isola e la scaglia nello spazio profondo. Luthor perde i cristalli e scappa con il suo elicottero, ma è costretto a un atterraggio di fortuna su di una microscopica isola deserta perché finisce il carburante.

### DC Extended Universe

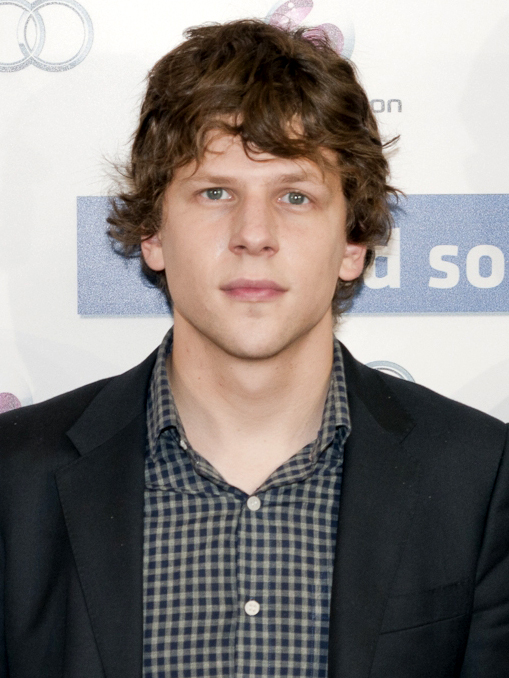
Jesse Eisenberg è stato il giovane Lex Luthor nei film DC Extended Universe.

#### L'uomo d'acciaio(2013)
Nel reboot della saga, L'uomo d'acciaio, uscito nel 2013, ci sono molti riferimenti alla LexCorp, sebbene Luthor non compaia mai effettivamente, né venga nominato.

#### Batman v Superman: Dawn of Justice(2016)
Nel film Batman v Superman: Dawn of Justice, uscito nel 2016, è Jesse Eisenberg ad interpretare Alexander "Lex" Luthor, Jr. Bryan Cranston venne inizialmente considerato per il ruolo di Lex Luthor, ma il 31 gennaio 2014 Snyder scelse Eisenberg. Lo stesso regista disse: "Avere Jesse ci permette di esplorare questa dinamica interessante, e inoltre porta il personaggio in una direzione nuova e inaspettata". David S. Goyer ha paragonato il personaggio a Bill Gates, e che probabilmente ha un patrimonio tra i 50, 60, 70 miliardi di dollari. Zack Snyder lo ha definito una moderna combinazione di Richard Branson e Brad Pitt con i capelli. In questa versione è un folle, squilibrato, geniale e sofisticato uomo d'affari il cui status lo rende uno dei pochi a potersi confrontare con Superman.

#### Justice League(2017)
Eisenberg torna a vestire i panni di Lex Luthor nel film Justice League del 2017, in una scena dopo i titoli di coda nel quale lo si vede discutere con Deathstroke dopo essere evaso da Arkham Asylum riguardo la proposta di creare una propria squadra.

#### Zack Snyder's Justice League(2021)
Eisenberg riprende per l'ultima volta i panni di Lex Luthor nella versione del regista di Justice League, intitolata Zack Snyder's Justice League e uscita nel 2021 su HBO Max, appare in una scena dopo i titoli di coda molto simile a quella dell'originale, con l'unica differenza che invece di proporre a Deathstroke di mettere insieme una propria squadra, gli rivela l'identità segreta di Batman.

## Serie televisive

### Lois & Clark - Le nuove avventure di Superman
La versione del telefilm prodotto tra il 1993 e il 1997 si ispira in larga parte alle idee di John Byrne.

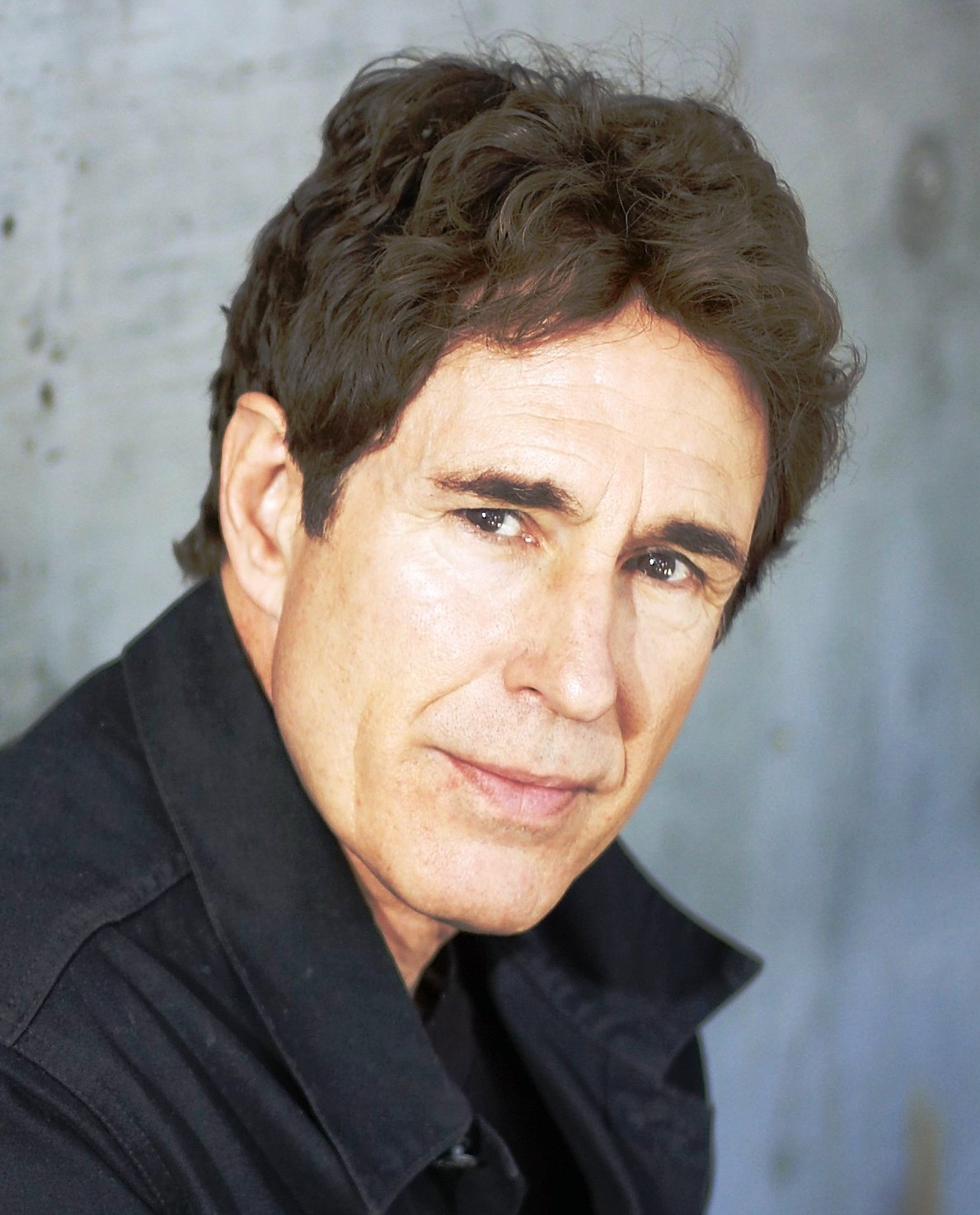
John Shea ha interpretato Lex nella serie TV Lois & Clark - Le nuove avventure di Superman.

Lex Luthor, interpretato da John Shea (doppiato in italiano da Roberto Pedicini, Elio Marconato e Oreste Rizzini), è il principale signore della città, e il terzo uomo più ricco e potente al mondo. La sua società, la LexCorp, è un colosso finanziario e imprenditoriale che di fatto ha tra le mani Metropolis e buona parte dell'economia statunitense e mondiale, in cui lavorano le persone più dotate in ogni campo con contratti vantaggiosissimi. Uomo intelligente e molto acuto, forte di legami in ogni ambiente importante della politica, della finanza e dell'esercito, Lex dispone di risorse illimitate e di amici segreti e utilissimi che servono ai suoi scopi affaristici e speculativi.
Grazie ad abili mosse e a un'opportuna propaganda, Luthor è creduto un affarista etico e un filantropo mosso da buone motivazioni, ma quando a Metropolis giunge Superman, che in qualche modo intuisce molto presto la verità su di lui, lo ritiene un pericolo nella sua personale corsa al potere. Sostenuto da Nigel St John, la sua guardia del corpo e il suo più fidato esecutore, Lex risponde al problema con una spietata ricerca di un punto debole del kryptoniano con l'intento di ucciderlo, ma parallelamente, Clark Kent, alias segreto di Superman, si impegna molte volte per dimostrare che Lex è corrotto e ambizioso, uno disposto a fare indiscriminatamente del male pur di ottenere un utile. I propositi del giovane reporter vengono rafforzati quando la collega Lois Lane, la giornalista di prima linea del Daily Planet, si fidanza con il magnate e decide di sposarlo. Clark non si arrende nemmeno quando la LexCorp acquista il Planet facendone un freddo strumento di propaganda, a danno della tradizione di purezza e integrità giornalistica.
I primi tentativi di Lex di uccidere Superman o di farlo apparire pericoloso per il genere umano sono infruttuosi, ma poiché il suo zampino non viene mai intravisto non si perde d'animo, e continua a utilizzare tutta la sua intelligenza studiando trame precise e astute, riuscendo un giorno ad acquisire un pezzo raro di kryptonite, resti radioattivi di Krypton. A questo punto, tramite un astuto stratagemma, il magnate attira in trappola Superman, imprigionandolo in una gabbia fatta di kryptonite, lasciandolo poco dopo al suo destino.
Nel momento stesso in cui Lex e Lois appaiono davanti all'Arcivescovo per sposarsi, la verità nascosta sulla vera natura di lui e le sue trame vengono scoperte con tanto di prove innegabili, e la polizia si reca al matrimonio per arrestarlo, ma lui preferisce morire gettandosi dalla cima del suo grattacielo piuttosto che vivere in una galera. Superman, che nel frattempo è riuscito a evadere dalla cella della morte, assume l'identità di Clark, ma a causa dell'esposizione alla kryptonite i suoi poteri kryptoniani sono ancora troppo deboli e, ironicamente, non riesce a salvare la vita al feroce rivale.
Tuttavia, il cadavere di Lex scompare misteriosamente dall'ufficio del coroner, sottratto prontamente dalla bella e misteriosa dottoressa Gretchen Kelly, suo affezionato medico personale, che lo congela con l'intento di riportarlo in vita. A un anno dalla sua morte, Lex resuscita dalla morte, ma come effetto collaterale perde tutti quanti i capelli. L'ex imprenditore, riunitosi alla dottoressa Kelly e a John, è rassegnato di fronte ai cambiamenti avvenuti in città durante la sua assenza: la comparsa dell'Intergang, e la perdita completa dell'immensa fortuna patrimoniale. In più, la LexCorp è stata smembrata in molte società autonome. Nascosto sottoterra, il suo intento di uccidere Superman resta immutato, e tenta di trovare nuovi campioni di kryptonite da usare contro di lui. Ma dopo avere rapito Lois, sperando di riaverla tutta per sé, viene trovato da Superman, che gli impedisce di togliersi la vita per sfuggire ancora alla giustizia, e contribuisce a mandarlo in prigione con una doppia condanna all'ergastolo.
Più tardi, grazie all'intervento del geniale dottor Isaac Mamba, sapiente genetista ed esperto di clonazione, si serve di un clone del Presidente degli Stati Uniti per ottenere la grazia, poi rapisce Lois sostituendola con un clone proprio il giorno del suo matrimonio con Clark. Anche questa volta, Lex si nasconde nei sotterranei, e con l'aiuto di Asabi, un misterioso maestro di yoga, meditazione e altre discipline buddhiste e indù, spera di trasferire la propria mente e quella di Lois nei corpi di cloni tratti da altre persone, cambiando così aspetto per non venire mai trovati dalle persone sbagliate. Grazie al clone di Lois, scopre l'identità segreta di Superman e durante l'ultimo incontro con lui usa un potente disgregatore di materia per ucciderlo, ma nel momento in cui utilizza quest'arma, il clone di Lois, che si è affezionato al kryptoniano, gli salta addosso e la rigira contro di lui, uccidendolo e sacrificando la propria vita.
Nonostante l'iniziale scetticismo da parte di lei, Lois e Clark scoprono che Lex ha avuto due figli segreti, uno illegittimo e l'altro rinnegato: il primo è Jackson Xavier Luthor, genio della realtà virtuale, il secondo è Lex Luthor Junior, nato con il volto sfigurato e deforme. Entrambi i giovani Luthor tentano di uccidere Superman, ma rimangono uccisi.

### Smallville

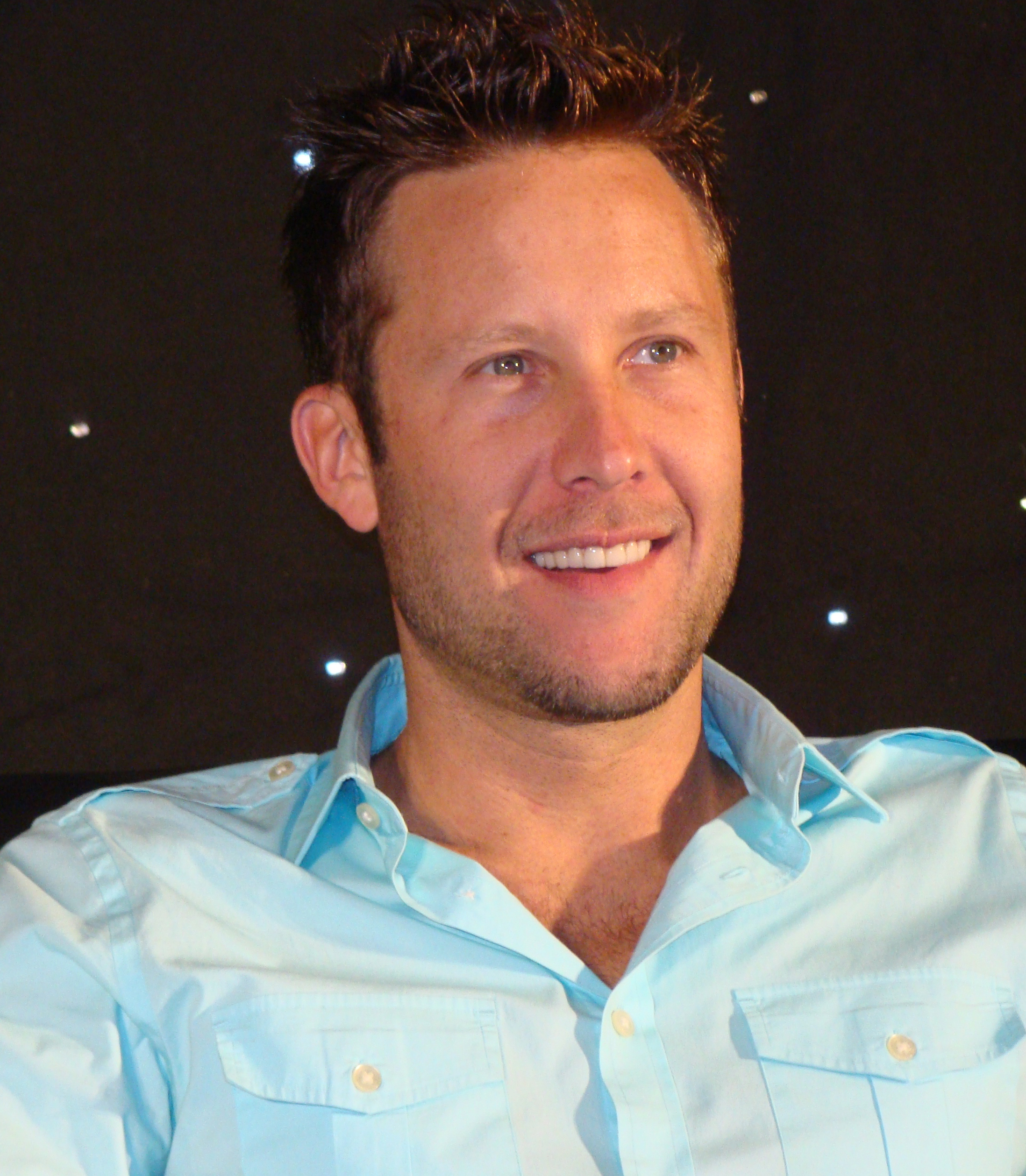
Michael Rosenbaum è stato il giovane Lex Luthor nella serie televisiva Smallville.

Nel telefilm Smallville Lex Luthor è interpretato da Michael Rosenbaum e doppiato da Emiliano Coltorti.
Nelle prime sette stagioni riveste uno dei ruoli principali; inizialmente il suo personaggio ha comportamenti benevoli seppur già ambigui, ma nel corso della serie evolve sempre più il suo lato oscuro, che infine prende il sopravvento, il vero Luthor antagonista principale della serie è suo padre: Lionel Luthor.

### Supergirl
Nella seconda stagione di Supergirl vi sono alcuni riferimenti a Lex Luthor anche se non viene mai mostrato l'aspetto del personaggio, salvo quando compare in un flashback da ragazzo (interpretato da Aidan Fink). Nella prima puntata della seconda stagione si scopre che Lex è stato recentemente arrestato da Superman e sta scontando 32 ergastoli consecutivi in carcere. Tuttavia, pur essendo recluso, assume John Corben per assassinare sua sorella Lena Luthor, poiché quest'ultima ha deciso di rinominare la Luthor Corp a L-Corp per dissociare l'azienda da Lex. I suoi piani sono sventati da Supergirl e Superman, e Corben finisce ucciso da Lena, che credeva che il suo atto di autodifesa avrebbe messo in imbarazzo Lex. Nell'episodio Luthors, James rivela a Kara che Clark Kent e Lex erano amici prima che questi ultimi diventassero l'uno nemico dell'altro rispecchiando il loro rapporto nella serie Smallville.

## Serie animate

### Prime apparizioni

#### Superman(1966)
Compare per la prima volta in una serie animata in Superman (1966).

#### I Superamici
Nella serie I Superamici (1973), prodotta da Hanna-Barbera, veste i panni di uno scienziato pazzo ricalcando quelle che furono le sue origini nei fumetti. È il cattivo che compare in più episodi ed è doppiato in originale da Stanley Jones.
Lex Luthor fa il suo debutto nella terza stagione (chiamata Challenge of the Super Friends), in cui è a capo della Legione del Destino, una coalizione di cattivi che ha come obiettivo la distruzione degli eroi. In questa versione indossa la tuta viola che indossa anche nei pre-Crisis. Nell'episodio L'ascesa e la caduta dei superamici vengono mostrate le origini di Lex Luthor tratte dal fumetto Adventure Comics n. 271. Nell'episodio Lex Luthor colpisce ancora della quarta stagione (The World's Greatest Super Friends) Luthor esce di prigione e sfida nuovamente i Superamici. È apparso anche in Super Friends: The Legendary Super Powers Show , e all'inizio degli episodi No Honor Among Super Thieves (nel quale veste per la prima volta nella serie la sua armatura), Case of the Shrinking Super Friends e The Mask of Mystery. In The Super Powers Team: Galactic Guardians (nona stagione) compare in alcuni episodi.

#### Superman(1988)
Appare nella serie Superman (1988), doppiato da Michael Bell.

### DC Animated Universe
Lex Luthor è uno degli antagonisti principali del DC Animated Universe, nel quale compare in tre serie sempre doppiato da Clancy Brown in originale.

#### Superman(1996)
Il look di Lex nella serie è basato sull'attore Telly Savalas in Agente 007 - Al servizio segreto di Sua Maestà, nel quale interpreta Ernst Stavro Blofeld. In Batman e Superman - I due supereroi, versione home video dell'episodio in tre parti I migliori del mondo trasmesso all'interno della serie animata Superman, il personaggio è stato ri-doppiato da Mario Zucca, mentre nella serie regolare Lex ha la voce di Ennio Coltorti.
Nella serie Lex è molto simile alla sua controparte fumettistica: è un corrotto uomo d'affari che controlla Metropolis, che odia Superman e ha come unico obiettivo quello di ucciderlo. È sempre accompagnato da Mercy Graves, fedele guardia del corpo, che verrà introdotta in seguito anche nella continuity dell'Universo DC. Nonostante nel corso della serie abbia sempre cercato di distruggere Superman, la sua immagine ne è sempre uscita pulita e non è mai stato accusato di alcun crimine a causa di mancanza di prove, nonostante le sue alleanze con pericolosi villain come Bizarro, Metallo, Brainiac e Joker.

#### Justice League(2001)
Luthor in versione animata compare anche in entrambe le stagioni di Justice League; nell'edizione italiana della serie ha la voce del doppiatore Tony Fuochi.
In Justice League, vengono finalmente rivelati i piani criminali di Lex che viene così arrestato perdendo il suo impero. La sua caratterizzazione in questa serie ricorda molto la versione originale del personaggio come genio criminale ossessionato dalla distruzione di Superman. All'inizio della serie, le sue attività criminali sono svelate da Batman, Lanterna Verde e Martian Manhunter che riescono a raccogliere prove sufficienti per dimostrare la sua colpa. Inoltre scopre che soffre di una forma di cancro rara ma mortale dovuta all'esposizione a lungo termine ad un pezzo di kryptonite che portava da anni. Mentre si trova in carcere, corrompe Ultra-Humanite per ottenere la libertà e insieme riescono a formare la prima Lega dell'ingiustizia con L'Ombra, Copperhead, Star Sapphire, Cheetah, Solomon Grundy e persino il Joker. La tecnologia di Ultra-Humanite permette a Lex di indossare una speciale placca che impedisce la diffusione del cancro, e che fa parte di una tuta blindata che gli dà la possibilità di combattimento contro Superman, a cui attribuisce la sua malattia. Tuttavia, Lex viene tradito da Ultra-Humanite che accetta un'offerta vantaggiosa offertagli da Batman. Dopo una lotta con Superman e Hawkgirl, Lex utilizza il suo genio criminale per manipolare l'androide A.M.A.Z.O. per aiutarlo a sconfiggere la Justice League. Dopo aver aiutato la Justice League contro alcuni supereroi provenienti da un universo alternativo, Luthor è finalmente perdonato dai suoi crimini e implica che ha intenzione di entrare in politica.

### Altre apparizioni

#### The Batman
Il personaggio appare anche nella quarta stagione di The Batman, sempre doppiato da Clancy Brown.

#### Krypto the Superdog
Nella serie televisiva a cartoni animati Krypto the Superdog, Lex Luthor ha un'iguana domestica di nome Ignazio (Ignatius): dal momento che il cartone è dedicato ai superanimali, Luthor appare raramente e mai nel ruolo dell'antagonista (ruolo che spetta invece ad Ignazio).

#### The Brave and the Bold
Nella serie Batman: The Brave and the Bold (2008) appaiono due versioni del personaggio: la prima è Rohtul, la seconda lo stesso Luthor.

#### Young Justice
È uno dei personaggi della serie Young Justice (2010), nel quale compare nella prima e seconda stagione.

#### Justice League Action
Appare in Justice League Action del 2016.

## Film d'animazione

### DC Universe Animated Original Movies

#### Superman: Doomsday
Nel lungometraggio Superman: Doomsday - Il giorno del giudizio, Lex Luthor ha la voce di James Marsters. Lex narra l'introduzione del film in cui paragona Superman a Dio e dice che viene un tempo in cui anche gli Dei devono morire. Lex è il diretto responsabile della liberazione di Doomsday dalla capsula sotterranea in cui era rinchiuso. Tutti i suoi scienziati che erano nella caverna sotterranea sono stati uccisi da Doomsday, allora Lex chiede alla sua assistente, Mercy Graves, di eliminare tutte le prove del fatto che la LexCorp aveva liberato la bestia, per non farsi incriminare, e poi uccide anche la sua assistente per far sì che non ci fossero più testimoni. Dopo lo scontro in cui sia Superman che Doomsday perdono la vita, Lex usa il sangue dell'eroe per clonarlo, in modo da creare un esercito di super-soldati al suo servizio per conquistare il mondo. Il suo clone migliore gli si rivolta contro, imprigionandolo nella "gabbia" con la luce rossa (che annullava gli effetti del Sole giallo) in cui solitamente Lex si allenava, sui suoi cloni, per combattere Superman usando guanti con la kryptonite; il clone una volta imprigionatolo stacca la stanza dal resto del grattacielo e la lancia a terra con Lex al suo interno. Nel finale lo si vede a casa sua ferito e attaccato a dei macchinari che dice che questa storia ha dimostrato come gli Dei possano morire e resuscitare, e che sembrerebbe che Superman non possa morire, sottolineando "sembrerebbe".

## Videogiochi
Il personaggio è apparso in numerosi videogiochi:
- Compare in Superman 64 (1999), basato sulla serie animata Superman.
- In DC Universe Online combatte dalla parte dei criminali la battaglia finale e riesce ad uccidere Superman, già indebolito dalla kryptonite. Subito dopo si rivela Brainiac, il vero nemico per la Terra (come lo definisce lui stesso) e decide di tornare indietro nel tempo per avvertire Superman, Wonder Woman e Batman che creeranno una nuova generazione di eroi.
- Lex Luthor inoltre appare nel videogioco Superman Returns ispirato all'omonimo film del 2006.
- Lex Luthor compare come personaggio giocabile nel picchiaduro del 2008 Mortal Kombat vs DC Universe.
- Compare in due giochi della serie LEGO Batman:
  - LEGO Batman 2: DC Super Heroes del 2012, in cui ricopre il ruolo di antagonista principale insieme al Joker.
  - LEGO Batman 3: Gotham e oltre del 2014, in cui indossa l'armatura per combattere contro Superman, si allea con la Justice League per contrastare la minaccia di Brainiac.
- In Injustice: Gods Among Us del 2013, indossa un'armatura targata Lexcorp che ne potenzia il fisico.
- Nel videogioco Batman: Arkham Knight del 2015 è possibile vedere manifesti della LexCorp a giro per la mappa; inoltre, nell'attico delle Wayne Tower, è possibile ascoltare una registrazione audio nella quale Lex Luthor invita Bruce Wayne a fare affari con lui.
- È uno dei numerosi personaggi giocabili di LEGO Dimensions (2015).